# اسپک‌کوک
اسپک‌کوک (انگلیسی: Spekkoek) یک نوع کیک لایه‌ای اندونزیایی  است. این کیک در دوران استعمار امپراتوری هلند در هند شرقی هلند توسعه یافت.